# Windows Live アドミン センター
Windows Live アドミン センター（ウィンドウズ ライブ アドミン センター）とは、独自のドメイン名を利用し、無料電子メールアカウントを作成できる、Windows Liveサービスの1つであった。以前は「Windows Live Custom Domains」と呼ばれていた。サービス開始当初、Google Appsと競合していたが、劣勢であった。しかしながら、2012年12月にGoogle Appsが無料アカウントの新規受付を終了すると、にわかに注目を浴びるようになる。2014年4月、Google Apps同様、新規の登録は不可能になり、既存ユーザーには有料のOffice 365に移行するための案内通知が送られた。
- ドメイン名を自由に作成できるMicrosoft アカウントと考えてよい。

## サービス
Windows Live アドミン センターには、以下のような特徴があった。
- 自分のドメイン名を持つMicrosoft アカウントをいくつも作成でき、各種 Windows Live サービスを利用することができる。特に生半可な知識で運用するとスパマーなどに悪用されやすいメールサーバーを無料でアウトソースできるのは、独自ドメイン名利用者にとって非常に便利であった。
  - 自分のドメイン名を利用して他人にアカウントを作らせることもできる（オープン メンバシップ機能）。
- 作成したメール アカウントでOutlook.comへサインアップできる。
- 電子メールは、マイクロソフトによってホストされているので、新たにメールサーバを購入する必要がない。また、マイクロソフトの強力なスパムフィルターを利用することができた。
  - Hotmail以外のメールサービスを使用することもできる。
- 本サービスで作成したMicrosoft アカウントの使用者向けに、Windows Liveサービスのトップページのロゴをカスタマイズしたページを作成することができる。

## その他
- 電子メールは、Outlook.comからチェックできる。POP3も使うことができた。
- 作成したドメイン名で自分のホームページからだれでも、電子メールアカウントを作成できる。